# Брэндон, Майкл
Майкл Брэндон (англ. Michael Brandon, 20 апреля 1967) ― американский актер.

## Биография
Брэндон (настоящее имя Майкл Фельдман) родился в Бруклине, штат Нью-Йорк, в семье Мириам (урождённой Тюмен) и Сола Фельдмана. В возрасте девяти лет он и его семья (брат Эллиот и сестра Дебра Линн) переехали в Вэлли-Стрим, штат Нью-Йорк, где он посещал Мемориальную среднюю школу и окончил Центральную среднюю школу Вэлли-Стрим. Затем Брэндон поступил в Американскую академию драматических искусств и дебютировал на Бродвее, затем перешёл к кинематографу. Он имеет английское происхождение .
Брэндон снялся в телесериалах «Демпси и Мейкпис» и «Динотопия», фильмах «Четыре мухи на сером бархате», «Каникулы в аду» и «Смена времён года». После переезда в Великобританию Брэндон работал в таких телевизионных шоу, как «Чисто английское убийство», «Суд и возмездие». Он также снялся в фильме «Поющие под дождем» летом 2012 года.
В 2004 году он сыграл лауреата Нобелевской премии Арно Пензиаса в телефильме Би-би-си «Хокинг» о начале карьеры физика Стивена Хокинга в Кембриджском университете. В феврале 2008 года он начал свое ток-шоу на новой местной радиостанции City Talk в Ливерпуле. В 2008 году он появился в финале 4-й серии сериала «Доктор Кто» в роли генерала Санчеса, офицера подразделения. Также в 2008 году он появился в телесериале «Кости» в роли Роджера Фрэмптона, американского миллионера.
В 2011 году Брэндон сыграл гостевую роль в эпизоде телевизионной драмы «Виртуозы» в роли Маркуса Уэнделла. Также в 2011 году он был замечен в роли второго плана в фильме «Первый мститель» в роли политика, который дружит с титульным персонажем. В сентябре 2013 года он появился в танцевальном шоу с женой Глинис Барбер. В 2017 году он сотрудничал с продюсером /режиссёром Гаем Мастерсоном для создания своей автобиографической стендап-комедии Off Ramps, которая стала хитом на Эдинбургском фестивале Fringe Festival 2017 года. В 2022 году он появился в эпизоде сериала «Несчастный случай» на канале BBC1.
В начале 1970-х Брэндон состоял в отношениях с актрисой Ким Новак. Брэндон был женат на актрисе Линдси Вагнер с 1976 по 1979 год. С 18 ноября 1989 года он женат на актрисе Глинис Барбер, с которой он снимался в фильме «Демпси и Мейкпис». Они живут в Великобритании. У пары есть сын Алекс.